# Motosuke Takahashi
Motosuke Takahashi (高橋 資祐?, Takahashi Motosuke; Ishinomaki, 1º novembre 1941 – 11 agosto 2007) è stato un regista, animatore e character designer giapponese.

## Biografia
Dopo essersi laureato presso la facoltà di Miyagi, nel 1966 inizia a lavorare presso la Tatsunoko Production. Nel 1975 diventa professionista freelance e collabora alla trilogia robotica di Tadao Nagahama. Dal 1979 inizia a lavorare presso lo studio Pierrot.
Muore l'11 agosto 2007 per complicazioni legate ad un cancro ai polmoni.

## Opere
- Ugo re del judo, anime, 1970, regia
- Coccinella, anime, 1974, regia
- Hurricane Polymar, anime, 1974, regia
- L'Ape Maia, anime, 1975, storyboard
- Il prode Raideen, anime, 1975, regia
- Combattler V, anime, 1976, direzione animazione - regia (ep.13,18,25)
- Angie Girl, anime, 1976, character design
- Astro Robot contatto Ypsilon, anime, 1976, charater design
- Vultus 5, anime, 1977, direzione animazione - regia (ep.10)
- Supercar Gattiger, anime, 1977, regia generale
- Ginguiser, anime, 1977, character design
- Daikengo, anime, 1978, character design
- General Daimos, 1978, anime, direzione animazione - storyboard
- Daltanious, anime, 1979, storyboard
- L'invincibile robot Trider G7, anime, 1980, storyboard
- Calendar Men, anime, 1981, animazioni sigla iniziale
- Daihoja, anime, 1981, regia
- Belle et Sebastien, anime, 1981, storyboard - direzione animazione
- Lamù, anime, 1981, direzione animazione
- L'incantevole Creamy, anime, 1983, storyboard
- Bleach, anime, 2004, supervisione disegni e animazione